# پیکریسم
پیکریسم (انگلیسی: Piquerism) (برگرفته از piquer فرانسوی - "نیش زدن") به علاقه جنسی برای نفوذ به پوست شخص دیگری با اشیاء تیز (مانند سنجاق، تیغ، چاقو و غیره) اشاره دارد. گاهی اوقات، این عمل به اندازه کافی جدی است که باعث صدمات شدید یا حتی مرگ می‌شود. پیکریسم یک انحراف جنسی و همچنین نوعی سادومازوخیسم است. نواحی بدن که اغلب مورد هدف قرار می‌گیرند سینه‌ها، باسن و کشاله ران هستند.